# Discografia di Jesse & Joy
Questa pagina contiene la discografia di Jesse & Joy.

## Album

### Album in studio
| Anno | Dettagli | Posizioni massime | Posizioni massime | Posizioni massime | Posizioni massime | Certificazioni        | Vendite                                 |
| Anno | Dettagli | US Latin          | US Latin Pop      | MEX               | ESP               | Certificazioni        | Vendite                                 |
| ---- | --- | ----------------- | ----------------- | ----------------- | ----------------- | --------------------- | --------------------------------------- |
| 2006 | Esta es mi vida - Pubblicato: 22 agosto 2006 - Etichetta: Warner Music - Formati: CD, download                | —                 | 17                | 17                | —                 | - Messico: Platino    | - Messico: + 100.000 - Mondo: 500.000   |
| 2009 | Electricidad - Pubblicato: 15 settembre 2009 - Etichetta: Warner Music - Formati: CD, download                | 14                | 3                 | 21                | —                 | - Messico: Oro        | - Messico: + 55.000 - Mondo: 750.000    |
| 2011 | ¿Con quién se queda el perro? - Pubblicato: 6 dicembre 2011 - Etichetta: Warner Music - Formati: CD, download | 12                | 2                 | 3                 | 19                | - Messico: 3x Platino | - Messico: + 210.000 - Mondo: 1.200.000 |
| 2015 | Un besito más - Pubblicato: 4 dicembre 2015 - Etichetta: Warner Music - Formati: CD, download                 | 1                 | 1                 | 5                 | 72                | - Messico: Platino    | - Messico: + 100.000 - Mondo: 1.000.000 |

### Album live
| Anno | Dettagli                                                                     | Posizioni massime |
| Anno | Dettagli                                                                     | MEX               |
| ---- | ---------------------------------------------------------------------------- | ----------------- |
| 2006 | Soltando al perro - Pubblicato: 2014 - Etichetta: Warner Music - Formati: CD | —                 |

### EP
| Anno | Dettagli                                                                      | Posizioni massime |
| Anno | Dettagli                                                                      | MEX               |
| ---- | ----------------------------------------------------------------------------- | ----------------- |
| 2006 | Esto es lo que soy - Pubblicato: 2008 - Etichetta: Warner Music - Formati: CD | 51                |

## Singoli
| Anno | Singolo                       | Classifiche | Classifiche  | Classifiche | Classifiche | Classifiche | Album                                          |
| Anno | Singolo                       | US Latin    | US Latin Pop | MEX         | CHI         | ESP         | Album                                          |
| ---- | ----------------------------- | ----------- | ------------ | ----------- | ----------- | ----------- | ---------------------------------------------- |
| 2006 | Espacio sideral               | 35          | 15           | 10          | 67          | —           | Esta es mi vida                                |
| 2006 | Ya no quiero                  | —           | —            | 5           | 36          | —           | Esta es mi vida                                |
| 2007 | Volveré                       | —           | —            | —           | —           | —           | Esta es mi vida                                |
| 2007 | Llegaste tú                   | 32          | 12           | 2           | 3           | —           | Esta es mi vida                                |
| 2008 | Esto es lo que soy            | 30          | 14           | 4           | —           | —           | Esto Es Lo Que Soy                             |
| 2009 | Adiós                         | —           | —            | 1           | 36          | —           | Electricidad                                   |
| 2010 | Chocolate                     | —           | 29           | —           | —           | —           | Electricidad                                   |
| 2010 | Si te vas                     | —           | —            | —           | —           | —           | Electricidad                                   |
| 2011 | Me voy                        | —           | —            | —           | —           | —           | ¿Con quién se queda el perro?                  |
| 2011 | ¡Corre!                       | 4           | 1            | 1           | 1           | 16          | ¿Con quién se queda el perro?                  |
| 2012 | La de la mala suerte          | 3           | 6            | 2           | —           | 17          | ¿Con quién se queda el perro?                  |
| 2012 | ¿Con quién se queda el perro? | 32          | 12           | 3           | —           | —           | ¿Con quién se queda el perro?                  |
| 2013 | Llorar                        | —           | —            | 1           | —           | —           | ¿Con quién se queda el perro? (Deluxe edition) |
| 2015 | Ecos de amor                  | 36          | 13           | 2           | —           | —           | Un Besito Más                                  |
| 2015 | No soy una de esas            | 22          | 3            | 2           | —           | 34          | Un Besito Más                                  |
| 2016 | Dueles                        | —           | —            | 12          | —           | —           | Un Besito Más                                  |
| 2017 | Me soltaste                   | —           | —            | —           | —           | —           | Un Besito Más                                  |